# Ivan Quintans
Ivan Quintans (sinh ngày 15 tháng 10 năm 1989 ở Schaan) là một cầu thủ bóng đá người Liechtenstein hiện tại thi đấu cho USV Eschen/Mauren. Bố của anh đến từ Dumbría, Tây Ban Nha, trong khi mẹ anh là người Croatia.

## Sự nghiệp quốc tế
Anh là thành viên của Đội tuyển bóng đá quốc gia Liechtenstein và có 28 trận ra sân, ra mắt trong trận giao hữu trước Hungary vào ngày 11 tháng 11 năm 2011.